# Křesťanská denominace
Křesťanská denominace je samostatný náboženský útvar v rámci křesťanství, který zahrnuje všechny církevní obce stejného druhu, identifikovatelné podle znaků, jako je název, konkrétní historie, organizace, vedení, teologické učení, styl bohoslužby a někdy i zakladatel. Jedná se o sekulární a neutrální termín, který se obecně používá k označení jakékoli etablované křesťanské církve. Na rozdíl od kultu nebo sekty je denominace obvykle považována za součást hlavního křesťanského náboženského proudu. Většina křesťanských denominací se označuje jako církve, zatímco některé novější denominace mají tendenci zaměňovat pojmy církve, shromáždění, společenství atd. Rozdělení mezi jednou a druhou skupinou je dáno autoritou a učením; otázky jako Ježíšova přirozenost, autorita apoštolské posloupnosti, biblická hermeneutika, teologie, ekleziologie, eschatologie a papežský primát mohou oddělovat jednu denominaci od druhé. Skupiny denominací – často sdílející v zásadě podobnou víru, praxi a historické vazby – se někdy označují jako „větve křesťanství“. Tyto větve se v mnoha ohledech liší, a to zejména rozdíly v praxi a víře.
Jednotlivé denominace se značně liší v míře vzájemného uznávání. Některé skupiny tvrdí, že jsou přímými a jedinými autentickými nástupci církve založené Ježíšem Kristem v 1. století n. l. Jiné však věří v denominacionalismus, kdy některé nebo všechny křesťanské skupiny jsou legitimními církvemi téhož náboženství bez ohledu na jejich rozlišující označení, víru a praxi. Kvůli tomuto pojetí některé křesťanské organizace odmítají termín „denominace“ pro své označení, aby se vyhnuly naznačování rovnocennosti s jinými církvemi nebo denominacemi.
Katolická církev, která má více než 1,3 miliardy členů, tj. 50,1 % všech křesťanů na světě, se nepovažuje za denominaci, ale za původní předdenominační církev. Protestantské denominace mají dohromady odhadem 800 milionů až 1 miliardu stoupenců, což představuje přibližně 37 až 40 % všech křesťanů na světě. Katolicismus a protestantismus (k hlavním tradicím patří adventismus, anabaptismus, anglikánství, baptismus, luteránství, metodismus, Moravští bratři, letniční, Plymouthští bratři, kvakerství, reformovaní a valdenští) společně tvoří západní křesťanství. Západní křesťanské denominace převládají v západní, severní, střední a jižní Evropě, subsaharské Africe, Americe a Oceánii.
Pravoslavná církev, jejíž počet stoupenců se odhaduje na 230 milionů, je druhou největší křesťanskou církví na světě a považuje se také za původní předdenominační církev. Pravoslavní křesťané, z nichž 80 % tvoří pravoslavní a 20 % staré pravoslavné církve, tvoří asi 11,9 % světové křesťanské populace. Pravoslavná církev je sama o sobě společenstvím zcela nezávislých autokefálních církví (neboli „jurisdikcí“), které se většinou navzájem uznávají. Podobně katolická církev je společenstvím církví sui iuris, včetně 23 církví východních. Pravoslavná církev, 23 východních katolických církví, staré pravoslavné církve, Asyrská církev Východu, Starobylá církev Východu a východní luteránské církve tvoří východní křesťanství. Existují někteří východní protestantští křesťané, kteří přijali protestantskou teologii, ale mají kulturní a historické vazby na ostatní východní křesťany. Východní křesťanské denominace jsou zastoupeny především ve východní Evropě, severní Asii, na Blízkém východě, v severovýchodní Africe a v Indii (zejména v jižní Indii).
Křesťané mají různá učení o církvi („těle věřících“, které podle nich založil Ježíš Kristus) a o tom, jak božská církev odpovídá křesťanským denominacím. Katolická, pravoslavná, orientální a církev Východu, každá z nich zastává názor, že pouze jejich specifická organizace věrně reprezentuje jednu svatou katolickou a apoštolskou církev, s vyloučením všech ostatních. Protestanti šestnáctého století se oddělili od katolické církve v důsledku reformace, hnutí proti katolickému učení a praxi, které reformátoři považovali za porušení Bible. Obecně platí, že příslušníci různých denominací se navzájem uznávají za křesťany, přinejmenším do té míry, že si vzájemně uznávají křest a uznávají historicky ortodoxní názory včetně Ježíšova božství a učení o hříchu a spáse, i když plnému společenství mezi církvemi brání doktrinální a ekleziologické překážky.
Restauracionismus vznikl po druhém velkém probuzení a společně potvrzuje víru ve velké odpadlictví, čímž prosazuje víru v obnovu toho, co považují za prvotní křesťanství. Patří sem mimo jiné mormoni, irvingiáni, christadelfiáni, swedenborgiáni, svědkové Jehovovi, ačkoli víra mezi těmito náboženstvími se značně liší.
Od reforem kolem Druhého vatikánského koncilu v letech 1962–1965 katolická církev označuje protestantské církve jako církevní společenství, zatímco termín „církev“ vyhrazuje pro „apoštolské“ církve, včetně pravoslavné a staré východní církve, jakož i antické a asyrské církve Východu (viz subsistit in a teorie větví). Někteří Nedenominační křesťané se však nehlásí k žádné konkrétní větvi, i když jsou někdy považováni za protestanty.

## Terminologie
Viz též: Církev
Každá skupina používá k diskusi o svém přesvědčení jinou terminologii. Tato část se zabývá definicemi několika pojmů používaných v tomto článku a v následujících částech jsou podrobně rozebrána samotná přesvědčení.
Denominaci v rámci křesťanství lze definovat jako „uznanou autonomní větev křesťanské církve“; mezi hlavní synonyma patří „náboženská skupina, sekta, církev“ atd. „Církev“ jako synonymum označuje „konkrétní křesťanskou organizaci s vlastním duchovenstvem, budovami a charakteristickým učením“; „církev“ lze také šířeji definovat jako celé společenství křesťanů, „křesťanskou církev“.
Někteří tradiční a evangelikální protestanté rozlišují mezi členstvím ve všeobecné církvi a společenstvím v místní církvi. Tím, že se člověk stane věřícím v Krista, se stává členem univerzální církve; poté se může připojit ke společenství dalších místních věřících. Některé evangelikální skupiny se označují jako mezidenominační společenství, která spolupracují s místními církvemi s cílem posílit evangelikální úsilí, obvykle zaměřené na určitou skupinu se specifickými potřebami, jako jsou studenti nebo etnické skupiny. Souvisejícím pojmem je denominacionalismus, přesvědčení, že některé nebo všechny křesťanské skupiny jsou legitimními církvemi téhož náboženství bez ohledu na jejich rozlišující označení, víru a praxi. (Naopak „denominacionalismus“ může také znamenat „zdůrazňování denominačních rozdílů až k úzké výlučnosti“, podobně jako sektářství).
Názory protestantských představitelů se značně liší od názorů představitelů katolické církve a pravoslavné církve, dvou největších křesťanských denominací. Každá z těchto církví o sobě vzájemně prohlašuje, že je přímým pokračovatelem církve založené Ježíšem Kristem, od níž se později ostatní denominace odtrhly. Tyto církve a několik dalších odmítají denominacionalismus.
Historicky katolíci označovali členy některých křesťanských církví (a také některých nekřesťanských náboženství) jmény jejich skutečných nebo domnělých zakladatelů. Takoví údajní zakladatelé byli označováni jako hereziarchové. Dělo se tak i tehdy, když se takto označená strana považovala za příslušníka jediné pravé církve. To umožňovalo katolické straně tvrdit, že jiná církev byla založena zakladatelem, zatímco katolická církev byla založena Kristem. Dělo se tak záměrně, aby se „vyvolalo zdání roztříštěnosti uvnitř křesťanství“ – problém, který by se pak katolická strana snažila napravit podle svých představ.
Ačkoli katolíci teorii větví odmítají, papež Benedikt XVI. a papež Jan Pavel II. použili koncept „dvou plic“ k propojení katolicismu s východní ortodoxií.

## Hlavní větve
Celosvětově křesťané podle denominací v roce 2011
Křesťanství lze taxonomicky rozdělit do šesti hlavních skupin: církev Východu, starobylé východní pravoslaví, pravoslaví, římský katolicismus, protestantismus a restauracionismus. Protestantismus zahrnuje mnoho skupin, které nesdílejí žádnou církevní vládu a jejichž víra a praxe se značně liší. Mezi hlavní protestantské směry patří adventismus, anabaptismus, anglikánství, baptisté, luteránství, metodismus, moravanství, kvakerství, letniční, Plymouthští bratři, reformované křesťanství a valdenství. Samotné reformované křesťanství zahrnuje kontinentální reformovanou, presbyteriánskou, evangelikální anglikánskou, kongregacionalistickou a reformovanou baptistickou tradici. Samotné anabaptistické křesťanství zahrnuje tradici amišskou, apoštolskou, bruderhofskou, hutteritskou, mennonitskou, říčních bratří a bratří ze Schwarzenau.
V rámci restauracionistické větve křesťanství patří mezi denominace Irvingiáni, Swedenborgiáni, Kristadelfiáni, Svatí posledních dnů, Svědkové Jehovovi, La Luz del Mundo a Iglesia ni Cristo.
Křesťanství má denominační rodiny (nebo hnutí) a také jednotlivé denominace (nebo společenství). Rozdíl mezi denominací a denominační rodinou je někdy pro nezasvěcené nejasný. Některé denominační rodiny lze považovat za hlavní větve. Skupiny, které jsou členy jedné větve, sice sdílejí historické vazby a podobné učení, ale nemusí být nutně ve vzájemném společenství.
V rané církvi existovala některá hnutí považovaná za hereze, která dnes neexistují a nejsou obecně označována jako denominace. Příkladem mohou být gnostici (kteří věřili v ezoterický dualismus zvaný gnóze), ebionité (kteří popírali Ježíšovo božství) a ariáni (kteří podřizovali Syna Otci tím, že popírali Kristovu preexistenci, a Ježíše tak stavěli do role stvořené bytosti), bogumilismus a bosenská církev. Největší rozpory v současném křesťanství však panují mezi východními a pravoslavnými, katolíky a různými denominacemi vzniklými během protestantské reformace a po ní. Existuje také řada netrinitárních skupin.

### Denominacionalismus
Denominacionalismus je přesvědčení, že některé nebo všechny křesťanské skupiny jsou legitimními církvemi téhož náboženství bez ohledu na jejich rozlišující označení, víru a praxi. Tato myšlenka byla poprvé formulována nezávislými v rámci puritánského hnutí. Tvrdili, že rozdíly mezi křesťany jsou nevyhnutelné, ale že oddělení na základě těchto rozdílů nemusí nutně znamenat schizma. Křesťané jsou povinni raději praktikovat svou víru, než aby zůstávali v církvi, s níž nesouhlasí, ale musí také uznat své nedokonalé poznání a neodsuzovat ostatní křesťany jako odpadlíky kvůli nepodstatným věcem.
Někteří křesťané považují denominace za politováníhodnou skutečnost. Od roku 2011 se rozdělení stává méně ostrým a roste spolupráce mezi denominacemi, která se nazývá ekumenismus. Mnoho denominací se účastní Světové rady církví.

### Taxonomie

Rozvoj velkých církví

(Nejsou zde uvedeny nenicejské, netrinitární a některé restauracionistické denominace.)

## Historická schizmata a rozdělení
Křesťanství nebylo od prvního století nebo od apoštolské doby monolitní vírou, i když křesťané byli do značné míry ve vzájemném společenství. Dnes existuje velké množství různých skupin, které sdílejí společnou historii a tradici v rámci hlavního proudu křesťanství i mimo něj. Křesťanství je největším náboženstvím na světě (tvoří přibližně jednu třetinu světové populace) a jednotlivé odnože mají společné rysy i rozdíly v tradici, teologii, církevní správě, učení a jazyce.
Největší schizma nebo rozdělení v mnoha klasifikačních schématech je mezi rodinami východního a západního křesťanství. Po těchto dvou větších rodinách následují odlišné větve křesťanství. Většina klasifikačních schémat uvádí tři (v pořadí podle velikosti: římskokatolické, protestantské a pravoslavné křesťanství), přičemž pravoslavné křesťanství se dělí na pravoslaví, orientální pravoslaví a církev Východu, která byla původně označována jako nestoriánství, ale v moderní době ji ztělesňují asyrská a starověká církev Východu. Protestantismus zahrnuje různé skupiny, jako jsou adventisté, anabaptisté, anglikáni, baptisté, kongregacionalisté, metodisté (včetně hnutí svatosti), moravští bratři, letniční, presbyteriáni, reformovaní, a unitáři (v závislosti na klasifikačním schématu) jsou všichni součástí téže rodiny, ale v rámci každé skupiny mají odlišné doktrinální odchylky – luteráni se nepovažují za součást zbytku toho, co nazývají „reformovaný protestantismus“, kvůli radikálním rozdílům ve svátostné teologii a historickém přístupu k samotné reformaci (jak reformovaní, tak luteráni považují svou reformaci v 16. století za „reformování“ katolické církve, nikoli za její úplné odmítnutí). Z nich pak vycházejí denominace, které jsou na Západě ve svém učení nezávislé na ostatních.
O katolické církvi se vzhledem k její hierarchické struktuře neříká, že se skládá z denominací, ale že zahrnuje druhy územních sněmů, samostatných komunit a církevních subjektů, které se od sebe oficiálně neliší v učení.

### Starověk
Viz též: Protoortodoxní křesťanství
Původní rozdíly mezi východní a západní tradicí vycházejí ze sociokulturních a etnojazykových rozdílů v západořímské a byzantské říši a mezi nimi. Vzhledem k tomu, že Západ (tj. západní Evropa) hovořil latinsky jako svým lingua franca a Východ (východní Evropa, Blízký východ, Asie a severní Afrika) používal k předávání písemností převážně aramejštinu a koiné řečtinu, bylo obtížné překládat teologický vývoj z jedné větve do druhé. V průběhu ekumenických koncilů (velkých shromáždění křesťanských představitelů) se některé církevní subjekty oddělily od větší rodiny křesťanství. Mnoho dřívějších heretických skupin buď zaniklo pro nedostatek stoupenců, nebo bylo potlačeno ranou protoortodoxní církví jako celkem (např. apollinarianisté, montanisté a ebionité).
Po Chalcedonském koncilu v roce 451 došlo k dalšímu velkému rozkolu, když se syrská a koptská církev rozdělily a z některých církví se staly dnešní staré pravoslavné církve. Arménská apoštolská církev, jejíž zástupci se koncilu nemohli zúčastnit, nepřijala nová dogmata a dnes je také považována za starou pravoslavnou církev. V moderní době došlo také k posunům směrem k zacelení tohoto rozkolu, kdy byla učiněna společná christologická prohlášení mezi papežem Janem Pavlem II. a syrským patriarchou Ignácem Zakkou I. Iwasem a také mezi představiteli pravoslavné i starých pravoslavných církví.
Objevilo se tvrzení, že chalcedonské vyznání víry obnovilo nestoriánství, to je však vyvráceno zachováním následujících rozdílů spojených s osobou Krista: dvě hypostáze, dvě přirozenosti (nestoriáni); jedna hypostáze, jedna přirozenost (monofyzité); jedna hypostáze, dvě přirozenosti (pravoslavní/katolíci).

### Středověk
Hlavní článek: Velké schizma
Ačkoli církev jako celek po staletí neprožívala žádné větší rozdělení, východní a západní část se od sebe vzdalovaly, až se patriarchové obou částí kolem roku 1054 vzájemně exkomunikovali při tzv. velkém schizmatu. Politické a teologické důvody schizmatu jsou složité, ale jedním z hlavních sporů bylo zahrnutí a přijetí klauzule filioque do Nicejského vyznání víry na Západě, kterou Východ považoval za chybnou. Další spor se týkal definice papežského primátu.
Západ i Východ se shodly na tom, že římskému patriarchovi náleží „čestný primát“ ze strany ostatních patriarchů (alexandrijského, antiochijského, konstantinopolského a jeruzalémského), ale Západ také tvrdil, že tento primát se vztahuje i na jurisdikci, což východní patriarchové odmítali. Docházelo k různým pokusům o dialog mezi oběma skupinami, ale teprve v 60. letech 20. století, za papeže Pavla VI. a patriarchy Athenagora, se začaly podnikat významné kroky k narovnání vzájemných vztahů.
V západním křesťanství předcházelo duchu protestantské reformace několik geograficky izolovaných hnutí. Kataři byli velmi silným hnutím ve středověké jihozápadní Francii, ale do moderní doby nepřežili. V severní Itálii a jihovýchodní Francii založil Petr Valdes ve 12. století valdenské hnutí. Toto hnutí bylo z velké části absorbováno moderními protestantskými skupinami. V Čechách vzniklo na počátku 15. století hnutí Jana Husa zvané husité, které se vzepřelo katolické dogmatice a existuje i ve 21. století (alternativně je známé jako Moravští bratři).

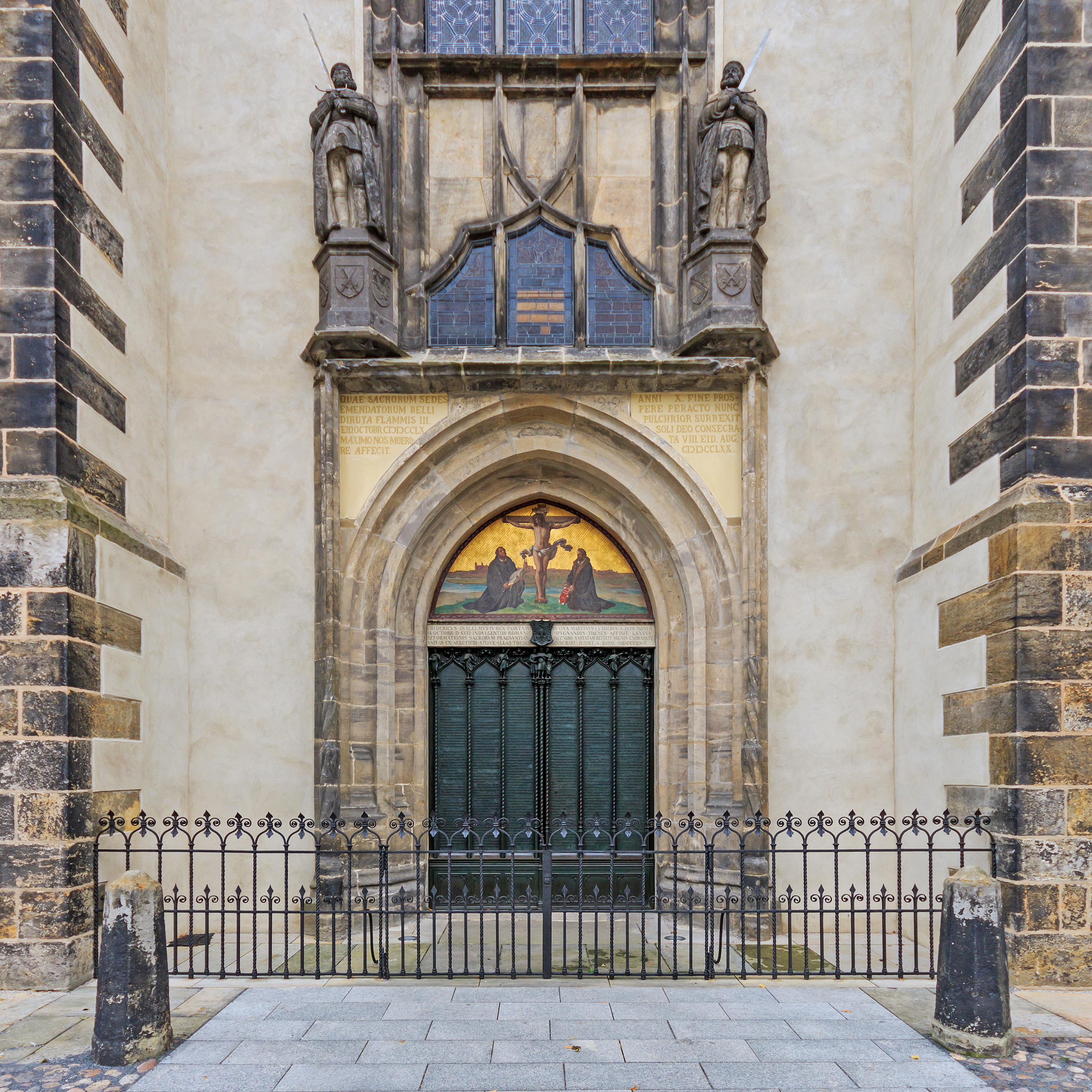
Dveře kostela (Schlosskirche) ve Wittenbergu, na které Luther 31. října 1517 údajně přibil svých 95 tezí, čímž vyvolal reformaci

### Protestantská reformace (16. století)
Hlavní článek: Reformace
Protestantská reformace začala zveřejněním devadesáti pěti tezí Martina Luthera v Sasku 31. října 1517, které byly sepsány jako soubor stížností na reformu předreformační západní církve. Lutherovy spisy ve spojení s dílem švýcarského teologa Ulricha Zwingliho a francouzského teologa a politika Jana Kalvína usilovaly o reformu stávajících problémů v učení a praxi. Vzhledem k reakcím církevních hodnostářů v době působení reformátorů se tito reformátoři oddělili od katolické církve, což podnítilo rozkol v západním křesťanství.
V Anglii se Jindřich VIII. v roce 1534 prohlásil zákonem o svrchovanosti za nejvyšší hlavu anglikánské církve, čímž založil anglikánskou církev a potlačil luteránské reformátory i ty, kteří byli věrní papeži. Thomas Cranmer jako canterburský arcibiskup zavedl reformaci v podobě kompromisu mezi kalvinisty a luterány.

### Starokatolické a liberální katolické církve (19.–20. století)
Starokatolická církev se oddělila od katolické církve v 70. letech 19. století kvůli vyhlášení dogmatu o papežské neomylnosti, které prosadil První vatikánský koncil v letech 1869–1870. Termín „starokatolická“ byl poprvé použit v roce 1853 k označení členů Utrechtského stolce, kteří nebyli pod papežskou autoritou. Starokatolické hnutí se rozrostlo v Americe, ale neudržuje s Utrechtem žádné vazby, ačkoli mezi nezávislými starokatolickými biskupy a Utrechtem probíhají rozhovory.
Liberální katolická církev vznikla v roce 1916 zásluhou starokatolického biskupa v Londýně, biskupa Matthewa, který na biskupský stolec vysvětil biskupa Jamese Wedgwooda. Tento proud za svou poměrně krátkou existenci zažil mnoho odštěpení, která působí po celém světě pod několika názvy.

### Východní křesťanství
Ve východním světě je v moderní době největší skupinou věřících pravoslavná církev, někdy nepřesně nazývaná „řecká pravoslavná“, protože od dob Krista až po Byzantskou říši byla jejím společným jazykem řečtina. Termín „řecká pravoslavná“ však ve skutečnosti označuje pouze jednu část celé pravoslavné církve na východě. Pravoslavná církev se považuje za pokračovatelku původní křesťanské církve, kterou založil Ježíš Kristus a apoštolové. Pravoslavní a katolíci jsou od 11. století, po schizmatu mezi Východem a Západem, odděleni, přičemž každý z nich tvrdí, že představuje původní církev před schizmatem.
Pravoslavní se považují za duchovně jedno tělo, které je administrativně seskupeno do několika autokefálních jurisdikcí (běžně se jim také říká „církve“, přestože jsou součástí jedné církve). Neuznávají žádného jednotlivého biskupa jako univerzálního církevního představitele, ale každý biskup řídí pouze svou vlastní diecézi. Konstantinopolský patriarcha je znám jako ekumenický patriarcha a má titul „první mezi rovnými“, což znamená pouze to, že pokud je svolán velký synod, patriarcha zasedá jako jeho předseda. Nemá větší moc než kterýkoli jiný biskup. V současné době je největším synodem s největším počtem členů Ruská pravoslavná církev. Mezi další patří starobylé patriarcháty konstantinopolský, alexandrijský, antiochijský a jeruzalémský; gruzínská, rumunská, srbská a bulharská pravoslavná církev a několik menších.

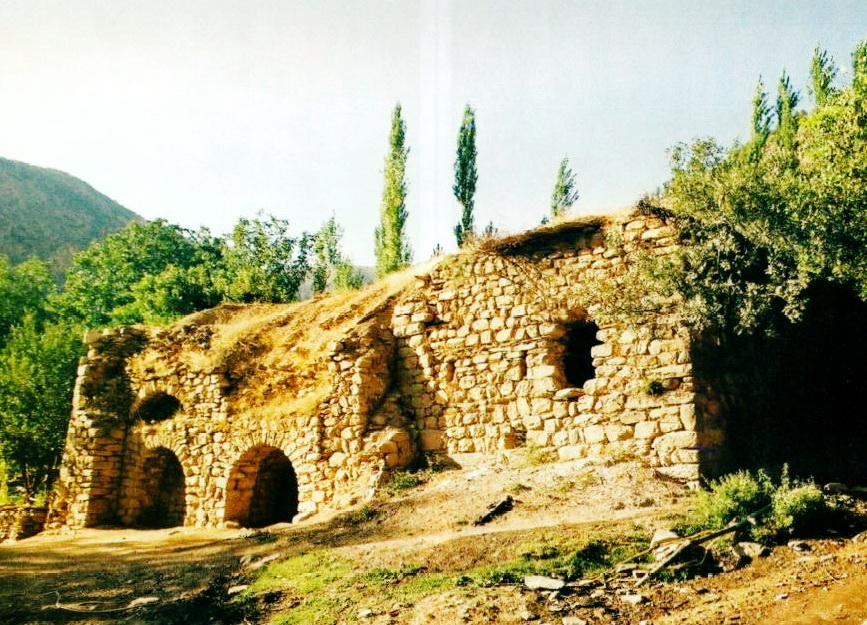
Nestoriánský kostel svatého Jana Araba z 6. století v asyrské vesnici Geramon

Druhým největším východním křesťanským společenstvím je starobylé východní pravoslaví (známé též jako: staré východní církve či staré pravoslavné církve), které je organizováno podobným způsobem, se šesti národními autokefálními skupinami a dvěma autonomními tělesy, ačkoli zde existují větší vnitřní rozdíly než mezi pravoslavnými (zejména v rozmanitosti používaných obřadů). Šest autokefálních starověkých pravoslavných církví je koptská (egyptská), syrská, arménská, malankarská (indická), etiopská a eritrejská pravoslavná církev. V aramejsky mluvících oblastech Blízkého východu je syrská pravoslavná církev již dlouho dominantní. Přestože v oblasti dnešní Etiopie a Eritreje působí silná církevní obec již od počátků křesťanství, získaly tyto regiony autokefalii až v roce 1963, resp. 1994. Mezi orientálními pravoslavnými a pravoslavnou církví existují doktrinální rozdíly týkající se spojení lidské a božské přirozenosti v osobě Ježíše Krista a obě společenství se rozdělila v důsledku Chalcedonského koncilu v roce 451, ačkoli v poslední době dochází k usmíření. Vzhledem k tomu, že tyto skupiny jsou na Západě poměrně neznámé, literatura o nich někdy zahrnuje i Církev Východu, která stejně jako starobylé východní pravoslavní vznikla v 1. století n. l., ale od doby před Efezským koncilem v roce 431 s nimi není ve společenství.
Východní církev, z velké části anikonická, představuje třetí samostatnou východní křesťanskou tradici. V posledních staletích se rozdělila na tři církve. Největší z nich (od počátku 20. století) je bagdádská chaldejská katolická církev, která se zformovala ze skupin, jež vstoupily do společenství s Římem v různých obdobích, počínaje rokem 1552. Druhou největší je ta, která se od roku 1976 oficiálně nazývá Asyrská církev Východu a která v letech 1933–2015 sídlila nejprve na Kypru a poté ve Spojených státech, ale jejíž současný katolikos-patriarcha Gewargis III. zvolený v roce 2015 žije v iráckém Irbílu. Třetí je Starobylá církev Východu, která se rozlišuje od roku 1964 a v jejímž čele stojí Addai II. Giwargis, sídlící v Bagdádu.
Existují také východní katolické církve, z nichž většina je protějškem výše uvedených, sdílí s nimi stejné teologické a liturgické tradice, ale liší se od nich tím, že uznávají římského biskupa jako univerzální hlavu církve. Jsou plně součástí katolického společenství, právně na stejné úrovni jako latinská církev. Většina jejich členů se neoznačuje za „římské katolíky“, což je pojem, který spojují s příslušností k latinské církvi, a hovoří o sobě ve vztahu k té které církvi, k níž patří: maronité, melchité, ukrajinští katolíci, koptští katolíci, chaldejští katolíci atd.
A konečně nejmenší východní křesťanskou skupinou založenou na počátku 20. století je luteránství byzantského obřadu, které přijímá byzantský obřad jako liturgii církve a zároveň si zachovává své luteránské tradice, jako například ukrajinská luteránská církev. Je považována za součást východního protestantského denominačního hnutí.

### Západní křesťanství
Latinská část katolické církve spolu s protestantismem tvoří hlavní části křesťanství v západním světě. Katolíci sami sebe neoznačují za denominaci, ale spíše za původní církev, od níž se všechny ostatní větve oddělily ve schizmatu. Baptistická, metodistická a luteránská církev jsou obecně považovány za protestantské denominace, ačkoli přísně vzato se z těchto tří církví pouze luteráni zúčastnili oficiálního protestu ve Speyeru poté, co dekret druhého speyerského sněmu nařídil spálení Lutherových spisů a konec protestantské reformace. Anglikánství je obecně řazeno k protestantismu, původně bylo chápáno jako via media neboli střední cesta mezi luteránstvím a reformovaným křesťanstvím a od oxfordského hnutí v 19. století někteří anglikánští autoři anglikánské církve zdůrazňují katoličtější chápání církve a charakterizují ji jako protestantskou i katolickou. Podobně se někdy pohlíží i na luteránství, a to vzhledem ke katolickému charakteru jeho základních dokumentů (Augsburské vyznání a další dokumenty obsažené v Knize svornosti) a jeho existenci před anglikánskou, anabaptistickou a reformovanou církví, z nichž pocházejí téměř všechny ostatní protestantské denominace.
Jedním z ústředních principů katolicismu (který je společným bodem katolické, skandinávské luteránské, anglikánské, moravské, pravoslavné a některých dalších církví) je praxe apoštolské posloupnosti. „Apoštol“ znamená „ten, kdo je vyslán“. Ježíš pověřil prvních dvanáct apoštolů a ti zase vkládali ruce na pozdější církevní představitele, aby je vysvětili (pověřili) službou. Tímto způsobem katolíci a anglikáni sledují své vysvěcené služebníky až k původním Dvanácti.
Katolíci věří, že papež má autoritu, kterou lze vysledovat přímo k apoštolu Petrovi, kterého považují za původní hlavu a prvního papeže církve. Existují i menší církve, například Starokatolická církev, která odmítla definici papežské neomylnosti na Prvním vatikánském koncilu, a také evangelikální katolíci a anglokatolíci, což jsou luteráni a anglikáni, kteří věří, že luteránství, respektive anglikánství, je pokračováním historického katolicismu, a kteří do sebe zahrnují mnohé katolické názory a praxi. Katolická církev se označuje jednoduše termíny katolická a katolicismus (což znamená univerzální).
Někdy katolíci na základě striktního výkladu extra ecclesiam nulla salus („Mimo církev není spásy“) odmítali jakoukoli představu, že by lidé mimo její společenství mohli být považováni za součást pravé katolické křesťanské víry, což odmítl II. vatikánský koncil (1962–1965). Katolicismus má hierarchickou strukturu, v níž je nejvyšší autorita ve věcech víry a praxe výhradní doménou papeže, který sedí na Petrově stolci, a biskupů, pokud jednají v jednotě s ním.
Každé protestantské hnutí se vyvíjelo svobodně a mnohá se rozdělila kvůli teologickým otázkám. Například řada hnutí vznikla z duchovních probuzení, jako je letniční hnutí. Protestanty rozdělily také doktrinální otázky a otázky svědomí. Další se zformovaly z administrativních problémů; metodismus se oddělil jako vlastní skupina denominací, když americká válka za nezávislost zkomplikovala možnost hnutí vysvěcovat duchovní (vzniklo jako hnutí v rámci anglikánské církve). V případě metodismu došlo k řadě administrativních rozkolů a sloučení s jinými denominacemi (zejména s těmi, které byly ve 20. století spojeny s hnutím svatosti).
Anabaptistická tradice, kterou tvoří amišové, hutterité a mennonité, odmítla římskokatolické a luteránské učení o křtu dětí; tato tradice je také známá svou vírou v pacifismus. Mnozí anabaptisté se nepovažují za protestanty, ale za zcela samostatnou tradici.
Některé denominace, které vznikly vedle západní křesťanské tradice, se považují za křesťanské, ale nejsou ani katolické, ani zcela protestantské, jako například Náboženská společnost přátel (kvakeři). Kvakerství vzniklo jako evangelikální křesťanské hnutí v Anglii v 17. století, které se ve svých bohoslužbách vyhýbá kněžím a všem formálním anglikánským nebo katolickým svátostem, včetně řady zvyklostí, které zůstaly mezi přísně protestantskými puritány, jako je křest vodou. V Americe byli známí tím, že pomáhali s podzemní železnicí, a stejně jako mennonité se kvakeři tradičně zdržují účasti ve válkách.
Mnohé církve, které mají kořeny v restauracionismu, odmítají být označovány jako protestantské nebo dokonce jako denominace vůbec, protože používají pouze Bibli, nikoli vyznání víry, a vytvářejí církev podle toho, co považují za církev z prvního století, kterou najdeme v Písmu; jedním z příkladů jsou Církve Kristovy; nezávislé africké církve, jako je kimbanguismus, většinou spadají do protestantismu, s různou mírou synkretismu. Míra vzájemné akceptace mezi jednotlivými denominacemi a hnutími je různá, ale roste především díky ekumenickému hnutí ve 20. století a zastřešujícím křesťanským orgánům, jako je Světová rada církví.

### Křesťané s židovskými kořeny
Hlavní články: Židokřesťanství, Mesiánský judaismus a Hebrejské křesťanské hnutí
Mesiánští Židé si zachovávají židovskou identitu a zároveň přijímají Ježíše jako Mesiáše a Nový zákon jako autoritu. Po založení církve si Ježíšovi učedníci zpravidla zachovali svůj etnický původ a zároveň přijali poselství evangelia. První církevní koncil byl svolán v Jeruzalémě právě k řešení této otázky a rozhodující stanovisko napsal Jakub Spravedlivý, první jeruzalémský biskup a klíčová postava křesťanského hnutí. Dějiny mesiánského židovství zahrnují mnoho hnutí a skupin a vymykají se jakémukoli jednoduchému klasifikačnímu schématu.
V 19. století konvertovalo ke křesťanství podle existujících záznamů různých společností nejméně 250 000 Židů. Podle údajů Pew Research Center se v roce 2013 asi 1,6 milionu dospělých amerických Židů označilo za křesťany, většinou za protestanty. Podle stejných údajů byla většina Židů, kteří se hlásí k nějakému druhu křesťanství (1,6 milionu), vychována jako Židé nebo mají židovské předky.

## Moderní dějiny

### Unitářství
Další informace: Biblické unitářství
V Itálii, Polsku, Litvě, Sedmihradsku, Maďarsku a Rumunsku vznikly unitářské církve z reformované tradice v 16. století a přijaly anabaptistické učení o kredobaptismu. Příkladem takové denominace, která vznikla v tomto období, je sedmihradská unitářská církev, která je zastoupena v Evangelickém teologickém institutu v Kluži. Kvůli jejich odmítání Athanášova vyznání víry, které obsahuje učení o Nejsvětější Trojici, mnoho hlavních křesťanských církví unitáře jako křesťany neuznává.

### Restauracionismus

#### Druhé velké probuzení
Hlavní články: Druhé velké probuzení, Restauracionismus a Hnutí za obnovu
Stone-Campbellovo hnutí obnovy vzniklo na amerických hranicích během druhého velkého probuzení (1790–1870) na počátku 19. století. Hnutí usilovalo o obnovu církve a „sjednocení všech křesťanů v jediném těle podle vzoru novozákonní církve“:54 Členové se neoznačují za protestanty, ale pouze za křesťany.:213
Hnutí obnovy se vyvinulo z několika nezávislých snah o návrat k apoštolskému křesťanství, ale obzvláště důležité byly dvě skupiny, které nezávisle na sobě rozvíjely podobné přístupy ke křesťanské víře:27-32. První z nich, vedená Bartonem W. Stonem, začala v Cane Ridge v Kentucky a nazývala se jednoduše „křesťané“. Druhá začala v západní Pensylvánii a Virginii (dnes Západní Virginie) a vedl ji Thomas Campbell a jeho syn Alexander Campbell; používali název „Kristovi učedníci“. Obě skupiny se snažily obnovit celou křesťanskou církev podle vzoru uvedeného v Novém zákoně a obě věřily, že krédo udržuje křesťanství rozdělené. V roce 1832 se spojili ve společenství podáním ruky.
Mimo jiné byli zajedno ve víře, že Ježíš je Kristus, Syn Boží, že křesťané by měli slavit Večeři Páně každý první den v týdnu a že křest dospělých věřících ponořením do vody je nezbytnou podmínkou spasení. Protože se zakladatelé chtěli vzdát všech denominačních označení, používali pro Ježíšovy následovníky biblické názvy:27 Obě skupiny prosazovaly návrat k cílům církví 1. století, jak jsou popsány v Novém zákoně. Jeden z historiků tohoto hnutí tvrdí, že šlo především o hnutí za jednotu, přičemž motiv obnovy hrál podružnou roli.:8
Hnutí obnovy se od té doby rozdělilo na několik samostatných skupin. V USA existují tři hlavní větve: Církve Kristovy, Křesťanské církve a církve Kristovy a Křesťanská církev („Kristovi učedníci“). Dalšími skupinami, které jsou s hnutím spojeny v USA, jsou Mezinárodní církve Kristovy a Mezinárodní křesťanské církve. Mezi skupiny mimo USA patří Církve Kristovy v Austrálii, Evangelikální křesťanská církev v Kanadě, Církve Kristovy v Evropě. Plymouthští bratři jsou podobnou, i když historicky nesouvisející skupinou, která vznikla ve Velké Británii. Některé církve, například Církve Kristovy nebo Plymouthští bratři, odmítají formální vazby na jiné církve v rámci hnutí.
Další křesťanské skupiny, které vznikly během druhého velkého probuzení, včetně hnutí adventistů, svědků Jehovových a křesťanské vědy, které byly založeny v rozmezí padesáti let, se považují za obnovitele prvotního křesťanství a rané církve. Některé baptistické církve s landmarkistickými názory mají podobné přesvědčení o svém spojení s prvotním křesťanstvím.

#### Hnutí Svatých posledních dnů
Hlavní články: Hnutí Svatých posledních dnů a Mormonismus
Viz též: Seznam denominací hnutí Svatých posledních dnů a Mormonismus a nicejské křesťanství
Většina denominací Svatých posledních dnů je odvozena od Církve Kristovy (Svatých posledních dnů) založené Josephem Smithem v roce 1830, která je řazena k restauracionistickým denominacím. Největší světovou denominací je Církev Ježíše Krista Svatých posledních dnů, hovorově označovaná jako mormonismus. Od tohoto hnutí se po jeho přesídlení do Skalistých hor v polovině 19. století oddělily různé podstatně menší sekty. Několik z nich se odštěpilo kvůli upuštění od praxe polygamního manželství po vydání Manifestu z roku 1890. Většina denominací „prérijních svatých“ (viz níže) vznikla po Smithově smrti ze zbytků Svatých posledních dnů, kteří neodešli na západ s Brighamem Youngem. Mnohé z nich se postavily proti některým teologickým směrům 40. let 19. století ve prospěch teologického chápání a praxe 30. let 19. století. Ostatní denominace jsou definovány buď vírou v Josepha Smitha jako proroka, nebo přijetím Knihy Mormonovy jako písma. Mormoni se obecně považují za obnovitele a věří, že Smith jako prorok, vidoucí a zjevitel obnovil původní a pravou Církev Kristovu na zemi. Některé denominace Svatých posledních dnů jsou ostatními křesťany považovány za netrinitární nebo dokonce nekřesťanské, ale Svatí posledních dnů s těmito tvrzeními převážně nesouhlasí. Svatí posledních dnů se považují za věřící v božství, které se skládá z Otce, Syna a Ducha svatého jako oddělených osobností spojených v jednotném účelu. Svatí posledních dnů považují tradiční definice Nejsvětější Trojice za odchylky od pravého učení a za symboly velkého odpadlictví, ale nepřijímají ani některé trojiční definice v poapoštolských vyznáních víry, jako je například Atanášovo vyznání víry.

### Duchovní křesťanství
V Rusku se objevilo duchovní křesťanství, které zahrnuje molokany a duchoborce, z nichž každý obsahuje jedinečnou tradici. Duchoborci udržují úzké spojení s mennonitskými anabaptisty a kvakery kvůli analogické náboženské praxi. Všechny tyto skupiny jsou navíc společně považovány za mírové církve kvůli své víře v pacifismus.

### Ostatní hnutí
Protestantské denominace vykazovaly silnou tendenci k diverzifikaci a fragmentaci, což vedlo ke vzniku mnoha církví a hnutí, zejména v angloamerických náboženských dějinách, kde se tento proces popisuje jako řada „velkých probuzení“.
Poslední vlna diverzifikace, známá jako čtvrté velké probuzení, proběhla v 60. až 80. letech 20. století a vyústila ve fenomény, jako je charismatické hnutí, Ježíšovo hnutí a řada paracírkevních organizací vycházejících z evangelikalismu.
Mnohé nezávislé církve a hnutí se považují za nedenominační, ale mohou se značně lišit v učení. Mnohé z nich, stejně jako hnutí místních církví, odrážejí základní učení tradičního křesťanství. Jiné, jako například The Way International, však byly křesťanským kontrakultovním hnutím odsouzeny jako sekty. Další mohou mít podobné učení jako hlavní církve, ale zahrnují model více náboženství a ekumenický model, jako například Interfaith-Ecumenical Church (IEC), který je založen výhradně na virtuálním a mezinárodním modelu.
Dvěma hnutími, která jsou svým založením zcela nesouvisející, ale mají společný prvek dalšího Mesiáše (neboli vtělení Krista), jsou Církev sjednocení a hnutí Rastafari. Tato hnutí se vymykají tradiční taxonomii křesťanských skupin, ačkoli obě uvádějí jako základ své víry křesťanskou Bibli.
Synkretismus křesťanské víry s místními a kmenovými náboženstvími je jev, který se vyskytuje po celém světě. Příkladem je indiánská církev. Obřady této skupiny jsou silně spjaty s užíváním peyotlu. (Zde lze najít paralely s duchovním užíváním marihuany u rastafari.) I když se tradice v jednotlivých kmenech liší, často zahrnují víru v Ježíše jako indiánského kulturního hrdinu, přímluvce člověka nebo duchovního strážce, víru v Bibli a spojení Ježíše s peyotlem.
Existují také křesťané, kteří organizované náboženství zcela odmítají. Někteří křesťanští anarchisté – často protestantského původu – věří, že původní Ježíšovo učení bylo zkaženo římským etatismem (srovnej rané křesťanství a státní církev Římské říše) a že pozemská autorita, jako je vláda nebo dokonce zavedená církev, nad nimi nemá a neměla by mít moc. V souladu se „zlatým pravidlem“ se mnozí staví proti použití fyzické síly za jakýchkoli okolností a prosazují nenásilí. Ruský spisovatel Lev Nikolajevič Tolstoj napsal knihu Království boží je v tobě a byl křesťanským anarchistou.